# Mustang (koninkrijk)
Mustang was een koninkrijk in de Himalaya, gelegen in het huidige Nepal. Mustang betekent vertaald vruchtbare vlakte. De hoofdstad was Lo Manthang.

## Veeteelt en handel
Het leven in Mustang bestond voornamelijk uit veeteelt en handel. Het maakte deel uit van de zijderoutes van de trans-Himalaya. Van de 15e eeuw tot de 17e eeuw had het koninkrijk de controle over de handel tussen de Himalaya-regio en India.

## Geschiedenis
Het boeddhistische koninkrijk werd gesticht door de strijdheer Ame Pal in 1350. Mustang was een onafhankelijk koninkrijk, ondanks dat het qua taal en cultuur dicht bij Tibet stond. Vanwege de strategische ligging had het vaak te maken met oorlogen. Aan het eind van de 18e eeuw werd het koninkrijk geannexeerd door Nepal, als het district Mustang.
Mustang staat ook wel bekend als Tibet buiten de Tibetaanse grens, omdat het ondanks de Tibetaanse cultuur tijdens de invasie van Tibet door het Volksbevrijdingsleger van 1950-51 niet bij de Volksrepubliek China is gaan horen.

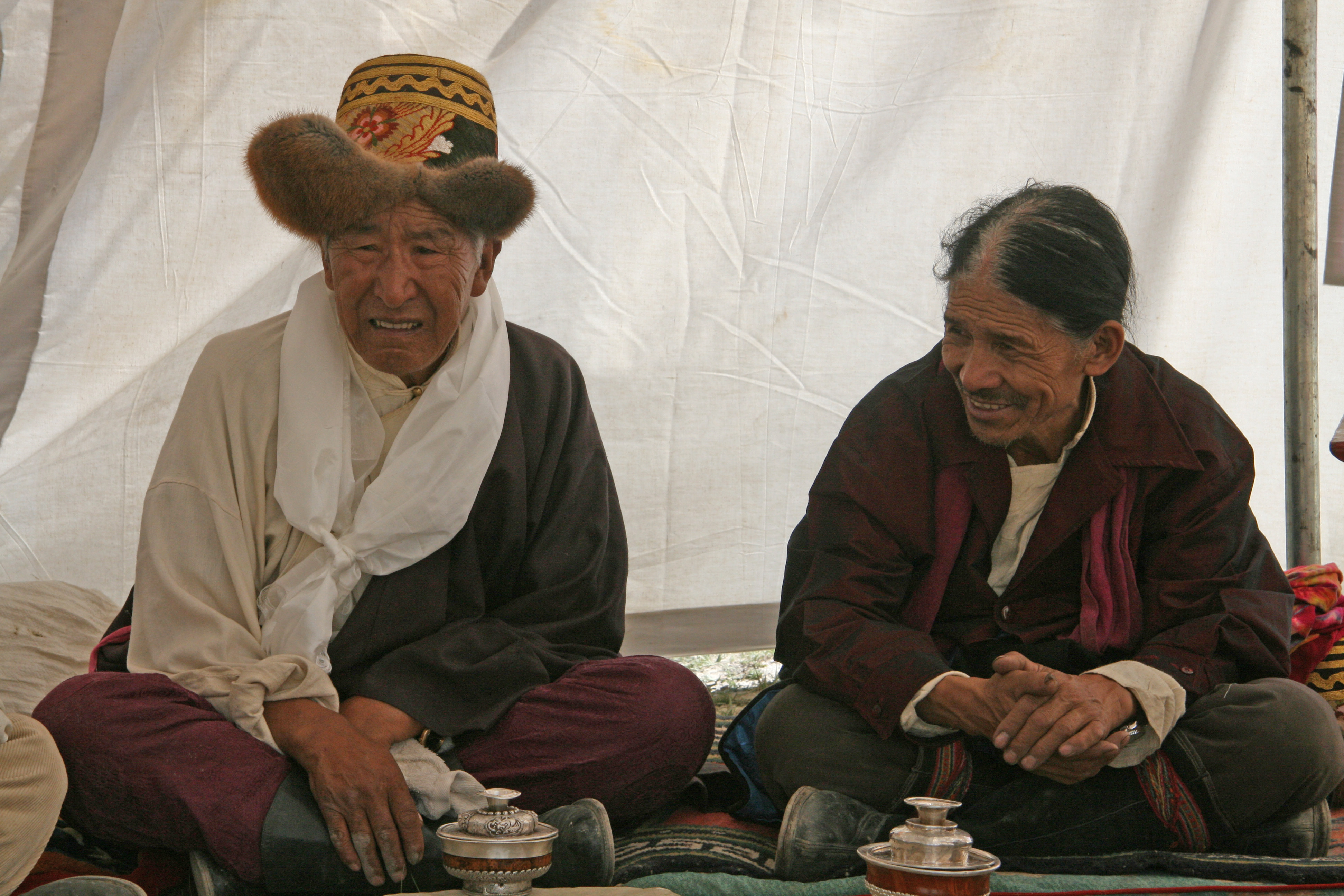
Lopa's in Lo Manthang

Vlag van Mustang